# Football Association Red Boys Differdange
FA Red Boys Differdange foi uma equipe luxemburguesa de futebol com sede em Differdange. Disputava a primeira divisão de Luxemburgo (Campeonato Luxemburguês de Futebol).
Seus jogos foram mandados no Stade du Thillenberg, que possui capacidade para 6.300 espectadores.

## História
O FA Red Boys Differdange foi fundado em 1907.
Em 2003, se fundiu, e é agora uma parte do FC Differdange 03.